# Ortheziidae
Le Ortezie (Ortheziidae Green, 1896) sono una famiglia di insetti appartenente all'ordine dei Rincoti Omotteri, superfamiglia Coccoidea. Rappresentano una delle famiglie più primitive di cocciniglie, comparse sulla Terra nel Cretacico.

## Descrizione
Le Ortezie presentano caratteri tipicamente primitivi, nell'ambito delle Cocciniglie, che si manifestano nel basso grado di involuzione secondaria delle femmine, nella presenza degli occhi composti e nella presenza di spiracoli tracheali anche nell'addome. L'elemento morfologico di maggiore evidenza è tuttavia il caratteristico ovisacco dalla forma cilindrica regolare.
I maschi sono provvisti di occhi sfaccettati e due ocelli ed hanno antenne moniliformi composte da 9 articoli.  L'estremità posteriore dell'addome si prolunga con un ciuffo di filamenti di cera.
Le femmine sono neoteniche ma hanno un basso grado di involuzione e sono mobili. Il capo porta antenne ben evidenti e apparato boccale con rostro di due segmenti. Le zampe sono ben sviluppate e funzionali, sporgenti dal corpo, con fusione del femore e del trocantere e, in alcuni generi, della tibia con il tarso. L'addome presenta l'apertura anale circondata da un anello di sei setole; questo carattere contraddistingue le Ortezie dai Margarodidi che, invece, ne sono privi.
L'intero corpo della femmina è rivestito simmetricamente da placche di cera bianca, che si orientano radialmente sul dorso e ai lati, prolungandosi posteriormente. Nelle femmine adulte, le placche posteriori si prolungano notevolmente formando una vistosa struttura cilindrica, più o meno fortemente solcata, detta ovisacco.

## Sistematica

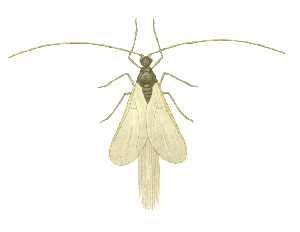
Maschio di Orthezia insignis.

Generi compresi nella famiglia:
- Arctorthezia
- Graminorthezia
- Mixorthezia
- Newsteadia
- Nipponorthezia
- Nipponorthezinella
- Orthezia
- Ortheziola
- Praelongorthezia